# New Man
Pour l’article ayant un titre homophone, voir Newman.

Bouton en métal sur le coin d'une poche de chemise, montrant le logo de la marque réversible.

New Man est une  marque française spécialisée dans le prêt-à-porter masculin et féminin, créée en 1967 dans la région de Cholet (Maine-et-Loire) appartenant à la société Belle Étoile.
La marque est distribuée dans des boutiques dédiées, des points de vente multimarques, en grands magasins et via le site Internet officiel.
Le logo de la société, créé par Raymond Loewy, a la particularité d'être un ambigramme : il peut se lire dans les deux sens.

## Historique et données financières
En 1967, deux français (dont Jacques Jaunet futur cofondateur de la marque) rentrent de voyage en Californie (États-Unis), avec la volonté de communiquer et transmettre un style de vie qu'ils ont découvert, à travers un code vestimentaire.
Outre le jeans, apparu en France dès la fin de la Seconde Guerre mondiale, Jacques Jaunet cherche à innover en travaillant les matières, et en appariant des couleurs « seventies » : rouge flamboyant, jaune soleil, rose « chamallow », tranchant ainsi avec les couleurs et les coupes réglementaires de l'époque. La marque dans ces années 1970 cherche à exprimer cette envie de liberté dans son slogan : « La vie est trop courte pour s’habiller triste ! ».
Dès 1968, la marque est achetée par le groupe Indreco. L'année suivante, New Man crée une gamme enfant, puis la marque Miniman en 1989, la marque s’exporte  partout dans de nombreux pays. La société possède alors une équipe artistique et stylistique, ses modélistes et prototypistes et son laboratoire de tests pour le traitement des matières et vêtements.
Au milieu des années 1980, New Man emploie environ 3 000 personnes et compte plusieurs usines implantées dans les départements de Maine-et-Loire et de Vendée.
En 2008, New Man ferme son dernier site de production en France, situé à Cholet. La société conserve ses activités de création et son siège social en France,. La production est transférée en Chine, en Turquie et au Portugal.
En 2010, New Man, toujours filiale du groupe français Indreco de Léon Gligman, est racheté par le groupe français de Besancon : Over All / Morepeace,,,,
En 2012, Gilles Rosier devient le nouveau directeur artistique de la marque. Celle-ci compte 20 magasins en France dont 10 franchisés et 125 revendeurs. À l'export dans 20 pays : 115 points de vente dont 82 corner en grands magasins.
En 2014, New Man (18 salariés en 2016) réalise un chiffre d'affaires de 5.2 millions d'euros et dégage une perte de 5.2 millions d'euros. Son Président est William Kohn. Le 15 juin 2016, elle est placée en redressement judiciaire
Le holding Morepeace a été radié le 27 décembre 2011.
Over All présidée par Maurice Kamounn a été placée en redressement judiciaire le 2 mars 2016.
Morefashion (9 salariés en 2016)  présidée par William Kohn a été placée en redressement judiciaire le 1er juin 2016.
New Man et Morefashion font l'objet d'une recherche d'offre de cession par Maître Maurice Picard administrateur judiciaire avec une date limite pour le dépôt des offres au 7 septembre 2016.
Le 8 septembre 2016, le Tribunal de commerce de Besançon a désigné la société Belle Etoile comme repreneur de New Man. Souhaitant préserver le savoir-faire et l'héritage de la marque, la société Belle Etoile a voulu conserver l'atelier de confection de Chôlet ainsi que ses équipes.
En vue de son retour en 2018, New Man a présenté sa collaboration exclusive avec Andrea Crews lors de la Fashion Week Homme de Paris, le 24 juin 2017, au Lycée Turgot.

## Sponsoring et partenariat
Le sport automobile est important dans la communication de la marque. Au cours de l'hiver 1982, le champion des rallyes Bruno Saby participe au rallye de Monte-Carlo à bord d’une Renault 5 Turbo siglée New Man. À partir de 1983, Paul Belmondo participe au championnat de France de Formule 3 sur une monoplace aux couleurs de New Man. La marque est aussi présente sur les Porsche 956 de l'écurie allemande Joest Racing participant au championnat du monde d'endurance entre 1983 et 1985 dans la catégorie Groupe C. L'une de ces New Man Porsche 956 remporte les éditions des 24 Heures du Mans 1984 aux mains de Klaus Ludwig et Henri Pescarolo et en 1985  aux mains du trio Ludwig-Barilla-Winter.
Le Champion Brésilien Ayrton Senna pilota une des Joest Porsche 956 sponsorisées par New Man lors des 1 000 kilomètres du Nürburgring 1984, année de ses débuts en championnat du monde de Formule1.
À la fin des années 1990, New Man devient partenaire de l’écurie française de Formule 1 Prost Grand Prix.

## Actualité de la marque
La marque appartient à la société Belle Etoile. Sa gestion a été confiée à la société Sun City autre société du groupe de Michel Benchetrit.